# Ciepło krzepnięcia
Ciepło krzepnięcia – energia oddana przez ciało w wyniku krzepnięcia jednostki masy danej substancji. W układzie SI jednostką ciepła krzepnięcia jest J/kg.
Zależność oddanego ciepła Q od masy m substancji jest wyrażona wzorem:
{\displaystyle C_{k}=Q/m,}
Ciepło krzepnięcia jest równe ciepłu topnienia tej samej substancji, ze względu na to, że są to przeciwne procesy odwracalne. 